# Rebricha
Rebricha (russisch Ребри́ха) ist ein Dorf (selo) in der Region Altai (Russland) mit 8468 Einwohnern (Stand 14. Oktober 2010).

## Geographie
Der Ort liegt etwa 100 km Luftlinie westsüdwestlich des Regionsverwaltungszentrums Barnaul auf dem Obplateau. Er befindet sich am Oberlauf des linken Ob-Nebenflusses Kasmala und am Rand des „Kasmala-Bandwaldes“ (Kasmalinski lentotschny bor), eines Waldmassivs, das sich bei einer Breite von zumeist unter 10 km fast völlig geradlinig vom Ob nordöstlich Pawlowsk über mehr als 300 km bis zur kasachischen Grenze erstreckt.
Rebricha ist Verwaltungssitz des Rajons Rebrichinski sowie Sitz und einzige Ortschaft der Landgemeinde Rebrichinski selsowet.

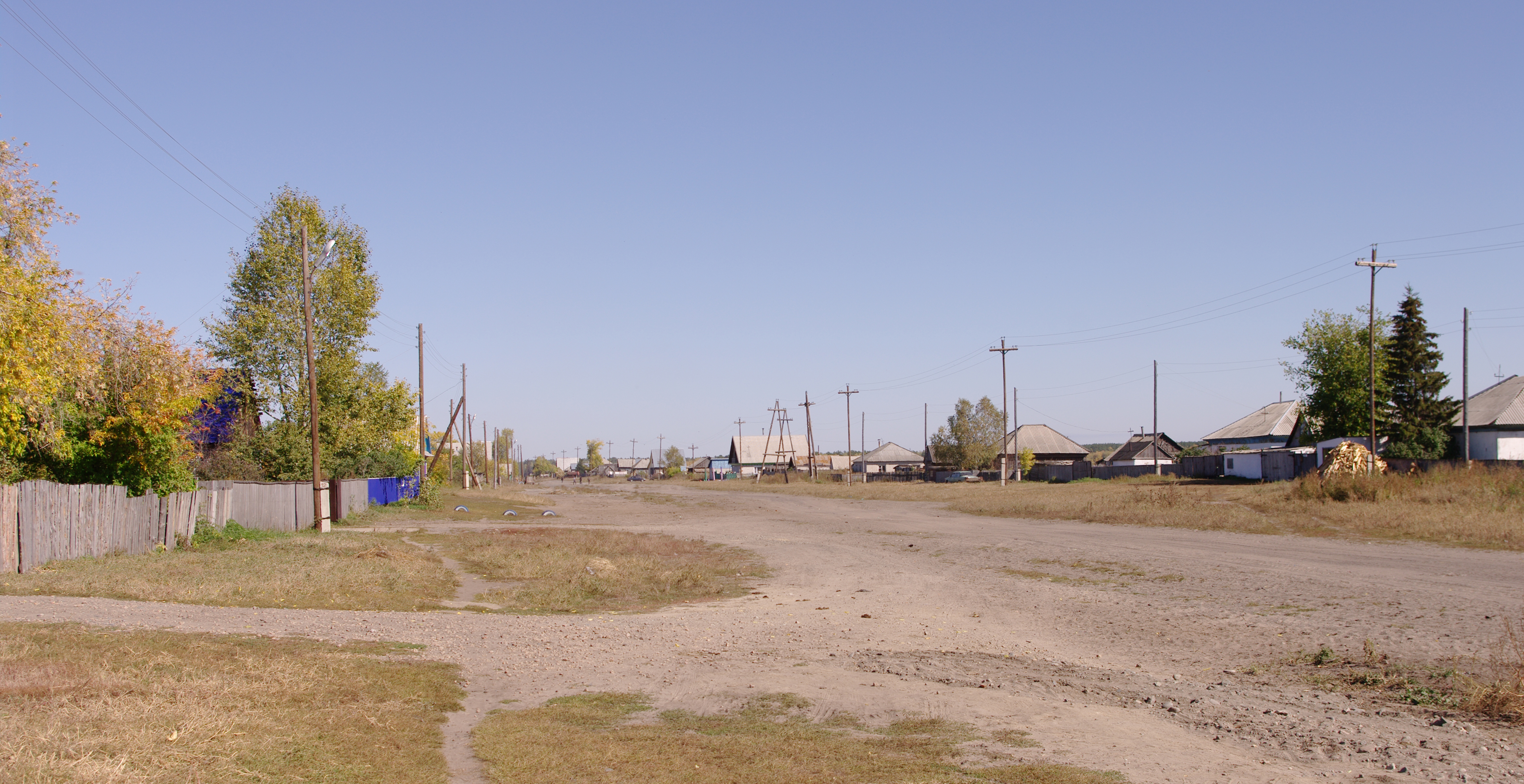
Demjan-Bedny-Straße in Rebricha

## Geschichte
Das Dorf wurde 1779 von Bauern aus dem umliegenden Gebiet gegründet. Seit 1924 ist Rebricha Zentrum eines Rajons.

### Bevölkerungsentwicklung
| Jahr | Einwohner |
| ---- | --------- |
| 1939 | 5955      |
| 1959 | 8137      |
| 1970 | 7964      |
| 1979 | 8614      |
| 1989 | 8604      |
| 2002 | 8928      |
| 2010 | 8468      |

Anmerkung: Volkszählungsdaten

## Verkehr
Rebricha liegt an der Straße, die beim etwa 50 km nordöstlich gelegenen benachbarten Rajonzentrum Pawlowsk von der Regionalstraße R380 Barnaul – Kamen am Ob – Nowosibirsk abzweigt und weiter in südwestliche Richtung führt, wo sie nach weiteren 50 km bei Mamontowo die R371 Aleisk – Rodino – Kulunda – kasachische Grenze erreicht. Etwa 6 km südlich des Ortes liegt die Bahnstation Rebricha mit umliegender Stationssiedlung bei Kilometer 235 der 1953 eröffneten Strecke Kulunda – Barnaul, über die nach Westen Verbindung in Richtung Pawlodar in Kasachstan sowie über Karassuk nach Tatarsk an der Transsibirischen Eisenbahn besteht.